# Gerhard Mitter
Gerhard Karl Mitter (Krásná Lípa, Čehoslovačka, 30. kolovoza 1935. – Nürburgring, Njemačka, 1. kolovoza 1969.) je bivši njemački vozač automobilističkih utrka.

## Rezultati u Formuli 1
| Sezona | Momčad             | Šasija      | Motor          | Utrke | Pobjede | Podiji | Bodovi | Plasman |
| ------ | ------------------ | ----------- | -------------- | ----- | ------- | ------ | ------ | ------- |
| 1963.  | Ecurie Maarsbergen | Porsche 718 | Porsche Flat-4 | 2     | 0       | 0      | 3      | 12.     |
| 1964.  | Team Lotus         | Lotus 25    | Climax V8      | 1     | 0       | 0      | 0      | —       |